# Berabe
Berabe (ou Berabi) est un village du Cameroun situé dans la commune d'Ako. Il est rattaché au département du Donga-Mantung, dans la région du Nord-Ouest. C'est aussi le siège d'une chefferie traditionnelle de 2e degré.

## Géographie
Berabe est situé au centre de l'arrondissement, au sud d'Ako. 
Les rivières Akong et Athorou passent par le village, apportant aux terres suffisamment d’eau pour permettre la culture durant les deux saisons. Le sol, constitué d'éléments alluviaux et colluviaux, est particulièrement fertile pour l’agriculture, les végétaux y trouvant les éléments nutritifs nécessaires à leur développement. Les alluvions favorisent ainsi la culture des palmiers, du taro, de bananes plantains et du cacao, des cultures très présentes dans ce village.

## Population
Le Bureau central des recensements et des études de population (BCREP) a réalisé un recensement en 2005, le Répertoire actualisé des villages du Cameroun, dans lequel il évaluait à 2 773 le nombre d'habitants ; ce chiffre inclut 1 298 hommes et 1 475 femmes.

## Économie
Les villageois pratiquent plusieurs métiers dans les domaines de la pêche, l’exploitation forestière, l’artisanat, l’exploitation minière, l’agriculture, l’élevage bovin, l’apiculture, le commerce, la chasse et le transport de marchandises. Les femmes sont présentes dans certains domaines notamment : l’artisanat, l’agriculture, l’élevage bovin, l’apiculture et le commerce.
L'apiculture est une activité particulièrement répandue dans la commune.

## Système éducatif
Le village de Berabe et ses alentours comprennent de nombreuses écoles primaires parmi lesquelles, la G.S Berabe et la PS Dumbo-Berabe, la GS Dumbo-Berabe, la GS Mboi, la GS Abaka, la GS Endaka, la GS Jafor, la GS Jeyu, la GS Akwaja et la CS Ekwu Akwaja. 
Le village de Nzibie, situé à la sortie sud de Berabe comprend une maternelle et école primaire G.S/G.N.S Nzibie. 

## Accès à l’eau
Il y a un château d'eau ainsi que onze robinets dans le village.  

## Réseau routier
Situé sur le passage de la seule route départementale de la commune, Berabe bénéficie d'un emplacement privilégié dans le transport des biens vers le Nigeria.

## Santé et hôpitaux
Le village dispose d'un hôpital, le IHC Berabe.

## Développement de Berabe
Les projets de développement du village et de ses alentours incluent le raccordement en eau de tous les quartiers de Berabe, la construction d'une unité de soins pour les villages de Berabe et Mpenchere ainsi que la construction de nouvelles classes pour l'école de Nzibie. 
La construction de ponts, l'installation de poubelles dans chaque quartier et la construction de salles de classe pour les écoles d'enseignement secondaire de Dumbo-Berabe et Nzibie-Berabe sont aussi prévues. Le plan de développement prévoit aussi la construction d'un centre culturel au palais de Nzibie, la construction d'une centrale hydroélectrique ainsi que la construction de trois marchés pour Dumbo-Berabe, Nzibie-Berabe et Tungande. 